# Skała z Krzyżem (Złoty Potok)

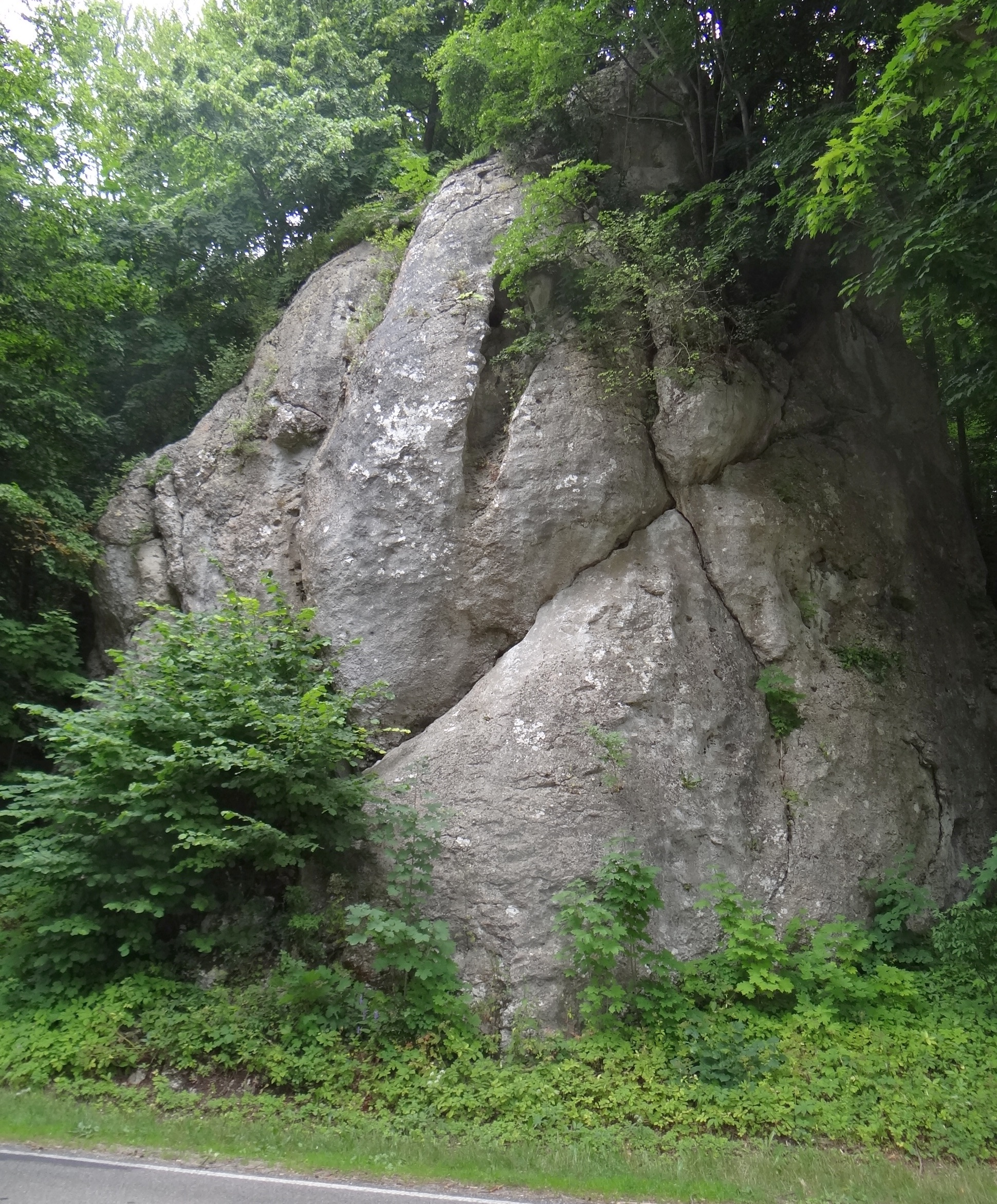

Skała z Krzyżem – skała we wsi Siedlec w województwie śląskim, w województwie śląskim, w powiecie częstochowskim, w gminie Janów. Znajduje się przy drodze wojewódzkiej nr 793, zaraz naprzeciwko wjazdu do Pstrągarni w Złotym Potoku, na Wyżynie Częstochowskiej w obrębie Wyżyny Krakowsko-Częstochowskiej.
Zbudowana z twardych wapieni skalistych Skała z Krzyżem ma wysokość 18 m i znajduje się bezpośrednio przy asfalcie drogi, u podnóży stromego zbocza Osiedla Wały. Dawniej uprawiana była na niej wspinaczka skalna. Jest 5 dróg wspinaczkowych o trudności od V do VI.1 w skali Kurtyki oraz jedna możliwość. Nie mają zamontowanych punktów asekuracyjnych. Skała z Krzyżem znajduje się na terenie rezerwatu przyrody Parkowe i wspinaczka na niej jest zabroniona.
Na zboczu powyżej Skały z Krzyżem jest jeszcze kilka innych wybitnych skał: Skała na Studni, Międzywałowa, Pozytywki, Podwale. Dawniej uprawiana była na nich wspinaczka skalna, po utworzeniu rezerwatu przyrody jest zakazana. 

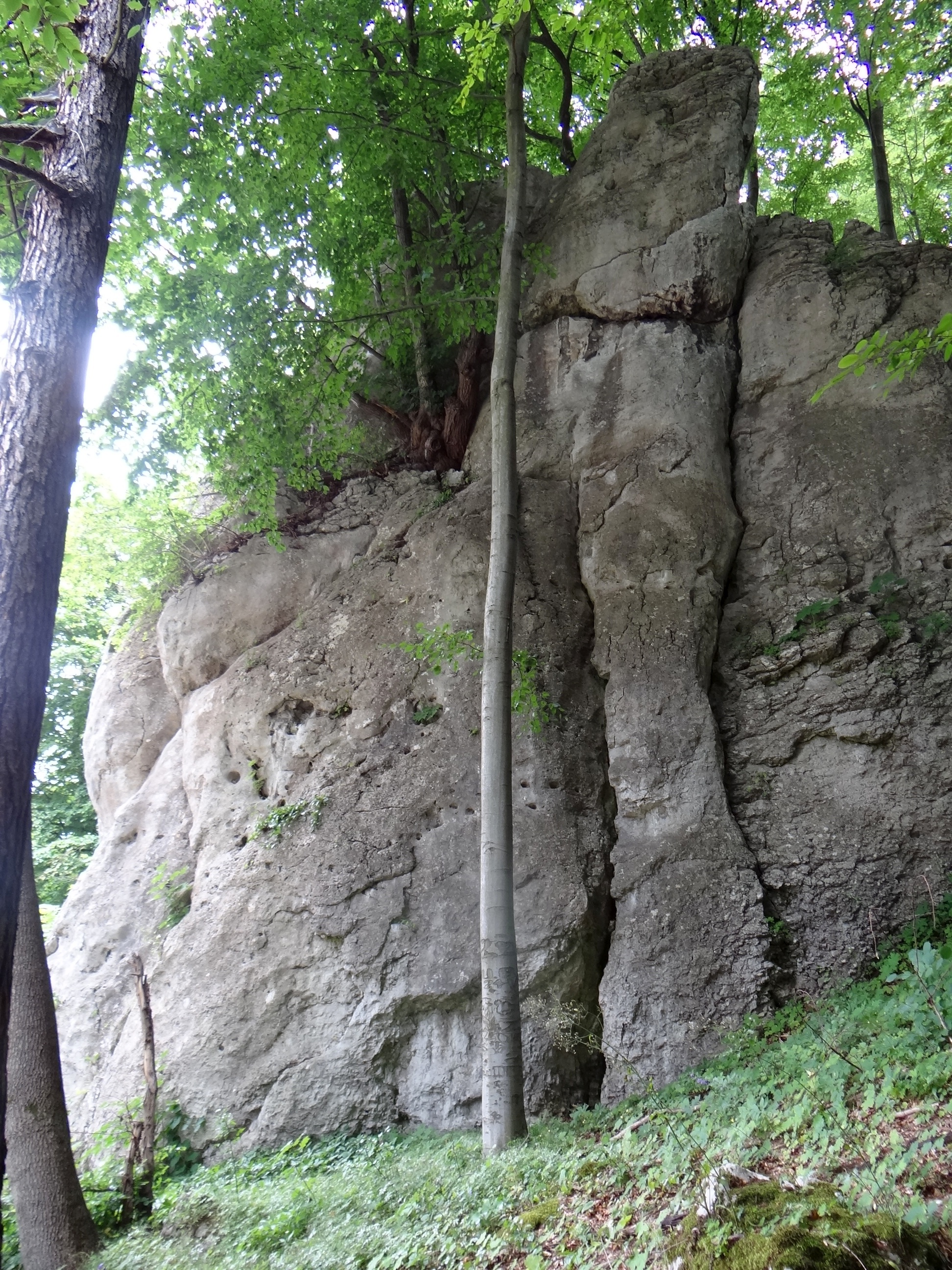